# Römische Königszeit
Dieser Artikel wurde auf der Qualitätssicherungsseite der Redaktion Geschichte eingetragen (dort auch Hinweise zur Abarbeitung dieses Wartungsbausteins), weil er noch inhaltliche oder formale Mängel hat. Bitte hilf mit, die genannten Einwände zu klären und etwaige Mängel dieses Artikels zu beseitigen, und beteilige dich bitte an der Diskussion!
Die römische Königszeit war die erste Phase der Geschichte der Stadt Rom in der Antike und erstreckte sich nach der traditionellen Chronologie über den Zeitraum von 753 v. Chr. bis 510 v. Chr.
Die Darstellungen, die sich bei antiken Historikern über diese Zeit finden, gelten in der modernen Wissenschaft überwiegend als Legenden. Wahrscheinlich wurden die sieben Hügel Roms etwa seit dem 10. Jahrhundert v. Chr. von Latinern und Sabinern besiedelt; nach 600 v. Chr. geriet das Gebiet dann in den Machtbereich der Etrusker, die die Dörfer zu einer Stadt zusammenfassten und ein Königtum errichteten.

## Mythos
Dem Mythos nach wurde die Stadt 753 v. Chr. von den Brüdern Romulus und Remus gegründet. Da die beiden Stadtgründer aus Alba Longa gestammt haben sollen, führten die Adligen Roms später ihre Herkunft auf Aeneas zurück, der ein Held der Trojaner im Trojanischen Krieg gewesen war. Vermutlich handelt es sich bei der Alba-Longa-Geschichte um den bewussten Versuch, die römische Geschichte nachträglich an den Trojanischen Krieg, der nach Ansicht der Griechen und Römer um 1180 v. Chr. stattgefunden hatte, anzuschließen, als sich 753 v. Chr. bereits als das angebliche Datum der Stadtgründung durchgesetzt hatte.
Während Timaios von Tauromenion das Gründungsdatum Roms auf Grundlage der bei ihm erstmals bezeugten Olympiadenberechnung datiert hatte, wurde durch die Neuberechnung des gelehrten Enzyklopädisten Varro im 1. Jahrhundert v. Chr. das Jahr 753 v. Chr. kanonisch. Varro zählte vom überlieferten Datum des Untergangs Trojas im Jahr 1184 v. Chr. die Dauer des Trojanischen Krieges von zwölf Jahren zurück und addierte hierzu das Ergebnis der Multiplikation der pythagoreischen Zahl vier mit dem römischen saeculum (110 Jahre). Da sich der Abstand zwischen den Mythen des Aeneas und des Romulus dadurch vergrößert hatte, ergänzte er zwischen den Generationen des Aeneas und (seines traditionellen Enkels) Romulus die latinischen Könige von Alba Longa. Das Datum wurde u. a. von Titus Livius und Theodor Mommsen für die römische Chronologie verwendet.
Nach Romulus folgten angeblich sechs weitere römische Könige, über die jedoch keine historisch gesicherte Quelle zur Verfügung steht. Da die römische Geschichtsschreibung erst sehr spät einsetzt, beruhte das „Wissen“ über die Königszeit auf mündlichen Überlieferungen, die oft kaum mehr als einen kleinen historischen Kern enthalten haben dürften. Die späteren römischen Geschichtsschreiber versuchten dann, die Vergangenheit ausgehend von der mündlichen Tradition zu rekonstruieren; die meisten dieser Angaben sind aber propagandistisch eingefärbt und unsicher oder erwiesenermaßen falsch.
Die sechs sagenhaften Könige nach Romulus waren (siehe Liste der altrömischen Könige):
- Numa Pompilius führte die religiösen Bräuche und Zeremonien ein.
- Tullus Hostilius zerstörte Alba Longa.
- Ancus Marcius baute den Hafen von Ostia.
- Lucius Tarquinius Priscus dehnte Roms Herrschaft auf benachbarte Völker aus.
- Servius Tullius schuf die Einteilung der Bevölkerung in Hundertschaften.
- Lucius Tarquinius Superbus, der letzte König, war dem Lucretia-Mythos nach ein Tyrann, der 510 v. Chr. aus Rom vertrieben wurde. Er soll später versucht haben, mit etruskischer oder latinischer Hilfe wieder die Macht in Rom zu erlangen, jedoch ohne Erfolg.

Mit dem Sturz der Tarquinier soll die Monarchie für Rom noch nicht ganz zu Ende gewesen sein; der etruskische König von Clusium, Lars Porsenna, eroberte Rom kurz nach dem Sturz der Könige, musste es jedoch schon um 503 v. Chr. wieder aufgeben.

## Historische Rekonstruktion
Historiker haben auf Grundlage der Archäologie und der überlieferten Institutionen die Geschichte der Stadt in der Königszeit so rekonstruiert: Wohl zwischen dem Ende des 7. und der Mitte des 6. Jahrhunderts v. Chr. (aufgrund der mangelhaften Quellenlage schwanken die Angaben in der modernen Literatur erheblich) besetzten die Etrusker die Dörfer. Der neugegründeten Stadt gaben sie den Namen Roma, nach dem etruskischen Geschlecht der Ruma.
In der Königszeit bestand bereits eine feste Gliederung im Volk zwischen den Adligen, den Patriziern, und dem übrigen Volk, der Plebs. Alle politischen Rechte lagen bei den Patriziern. Nur sie konnten die Senatoren stellen. Der Senat hatte in der Königszeit – ebenso wie während der Republik – nur eine beratende Funktion und verfügte über keine Gesetzgebungskompetenzen oder Vetorechte. Im Inneren des autonomen Stadtstaates herrschte das Gewohnheits- und Sakralrecht vor. In Fällen von schwerwiegenden Streitigkeiten zwischen Familienstämmen (gentes) konnte sich der König, der oberster Staatspriester und Gerichtsherr zugleich war, als Schiedsrichter einschalten, indem die Streitsache vor einem einberufenen Gericht verhandelt wurde.
Die Hauptaufgaben des Königs lagen jedoch in der Außenpolitik. Er war erster Vertreter der Stadt und oberster Feldherr. Die Armee setzte sich zusammen aus der vom Adel gestellten Reiterei und den Fußsoldaten aus dem einfachen Volk.
Dem römischen Geschichtsschreiber Titus Livius zufolge sehnte das Volk sich nach dem Ende der fremden Willkürherrschaft und änderte das politische System. Tatsächlich schaffte das erstarkte Patriziertum den König ab. Der Machtanspruch der Patrizier gründete sich auf deren Reichtum und militärischem Einsatz, auch ihren Abgaben für die Finanzierung von Kriegen. Im Gegensatz dazu stand, dass die Patrizier in der Außenpolitik keinen Einfluss ausüben konnten. Die etruskischen Könige lehnten es allerdings ab, den Adel stärker in die Entscheidungen mit einzubeziehen.
Die Macht der Etrusker schwand jedoch überregional zu Gunsten der Patrizier. Im Jahre 474 v. Chr. erlitten die Etrusker bei Kyme in einer Seeschlacht eine schwere Niederlage gegen eine griechische Flotte. Dies stellte den Tiefpunkt der etruskischen Macht dar. In diesem Zusammenhang nutzte der römische Adel wohl die Gelegenheit und stürzte die Monarchie. Die Befreiung von der Fremdherrschaft kam zu dieser Zeit in zahlreichen Stadtstaaten im etruskischen Gebiet vor. Roms Streben nach Selbstverwaltung war somit nicht einzigartig.
Nach dem Sturz des Königtums nahm in der römischen Republik der Senat, der alte Adelsrat, eine beherrschende Stellung ein. Er bestimmte nun auch den jährlich wechselnden Jahresmagistrat (praetor maximus); die religiösen Funktionen, die zuvor die Könige wahrgenommen hatten, übernahm der rex sacrorum. Das Konsulat dürfte nach Ansicht vieler Forscher erst später begründet worden sein.